# Juan José Puerto Villanueva
Juan José Puerto Villanueva (Villarroya de los Pinares, c. 1852-Roma, 1906) fue un pintor español de la segunda mitad del siglo XIX.

## Biografía
Natural de la localidad turolense de Villarroya de los Pinares, fue discípulo de la Escuela de Bellas Artes de Valencia. En la Exposición Nacional celebrada en 1878 en Madrid presentó Iglesia de San Cayetano, Madrid (después de la misa). Fueron también de su mano unos cuadros de Tipos valencianos, premiados en Valencia en 1873 con medalla de cobre, Una manola y Un beduino sentado, que presentó en la Exposición del Ateneo de Valencia de 1875, Proclamación del rey D. Alfonso en Sagunto, que presentó a dicho rey en 1876, y Un tipo de la campiña romana, que remitió a la Exposición de Hernández de Madrid en 1882 desde Roma, donde por entonces seguía sus estudios pensionado por la Diputación Provincial de Teruel. Falleció pobre, a una edad de cincuenta y cuatro años, hacia finales de agosto de 1906 y fue sepultado en el cementerio del Verano de Roma, ciudad en la que llevaba residiendo casi tres décadas.